# Einar Schleef
Einar Wilhelm Heinrich Schleef, né le 17 janvier 1944 à Sangerhausen (Allemagne) et mort le 21 juillet 2001 à Berlin (Allemagne), est un dramaturge, metteur en scène, scénographe, écrivain, peintre, photographe et acteur allemand.
Depuis les années 1970, son travail théâtral en particulier a établi des normes et a été invité à plusieurs reprises au Berliner Theatertreffen. Une caractéristique de ses productions est l'utilisation du chœur, qui n'avait guère joué de rôle dans le théâtre post-antique. Surtout dans ses premières œuvres théâtrales, les chœurs parlants étaient souvent mal interprétés comme un symbole idéologique. L'accusation selon laquelle le théâtre de Schleef est militant ou même fasciste a été soulevée par des collègues réalisateurs tels que Peter Zadek ainsi que par plusieurs critiques de théâtre.

## Biographie
Schleef naît et grandit à Sangerhausen, une petite ville du sud-est de l'Allemagne dont le paysage industriel a été façonné par l'exploitation minière et est entourée des paysages mythiques du Harz et du Kyffhäuser.
Son père, Wilhelm Schleef, est architecte, et sa mère, Gertrud Schleef, travaille comme couturière. Il a un frère, Hans.
De 1972 à 1975, il travaille principalement pour le Berliner Ensemble avec sa directrice artistique Ruth Berghaus. Il met en scène trois productions avec B. K. Tragelehn (de) — Katzgraben en 1972, L'Éveil du printemps (Frühlings Erwachen) en 1974 et Mademoiselle Julie (Fräulein Julie) en 1975. Cependant le succès artistique de Schleef est de plus en plus soumis à des pressions politiques et, en 1976, il quitte l'Allemagne de l'Est et via Vienne, il s'installe finalement en Allemagne de l'Ouest. Désormais, Schleef produit de plus en plus de textes. Déjà, à partir de 1953, il écrivait des journaux et il continue cette activité jusqu'à sa mort. Dans les années 1980, il écrit le roman acclamé par la critique Gertrud décrivant la vie de sa mère. Il écrit également des pièces de théâtre, des pièces radiophoniques et plus de fiction. De 1978 à 1982, il étudie le cinéma à l'Académie allemande du film et de la télévision de Berlin (DFFB) de Berlin-Ouest.
Schleef revient au théâtre en 1985 lorsqu'il devient metteur en scène régulier au Schauspiel Frankfurt. Au cours des cinq années suivantes, il développe sa vision du théâtre. Il réintroduit le chœur en tant que dramatis personæ et célèbre le potentiel tragique du texte classique et ancien. Cette œuvre théâtrale est reçue de manière controversée, le public, ainsi que les critiques, varient entre des critiques sévères et des retours très positifs.
Au cours des années 1990, il continue à produire un certain nombre de productions à succès influentes telles que Wessis à Weimar de Rolf Hochhuth en 1993 au Berliner Ensemble ou Puntila de Bertolt Brecht en 1995 au Berliner Ensemble. Il met en scène et joue dans Puntila. Une autre production est Ein Sportstück d'Elfriede Jelinek en 1998 au Burgtheater Wien et sa dernière pièce en tant que metteur en scène est Verratenes Volk utilisant des textes de John Milton, Nietzsche, Dwinger et Alfred Döblin en 2000 au Deutsches Theater à Berlin.
La dernière phase de son travail théâtral est accompagnée par le travail sur son essai théâtral épique Droge, Faust, Parsifal publié en 1997.
Schleef meurt à Berlin le 21 juillet 2001 des suites d'une maladie cardiaque. Il est enterré à Sangerhausen.

## Œuvre

### Romans, nouvelles et correspondance
- Gertrud, Suhrkamp Verlag, Frankfurt am Main, 1980,  (ISBN 3-518-06723-0).
- Zuhause, Suhrkamp Verlag, Frankfurt am Main, 1981, (Kodak-Fotopreis),  (ISBN 3-518-04151-7).
- Die Bande (nouvelles), Suhrkamp Verlag, Frankfurt am Main, 1982,  (ISBN 3-518-11127-2).
- Gertrud II, Suhrkamp Verlag, Frankfurt am Main, 1984,  (ISBN 3-518-04705-1).
- Arthur (avec des dessins de l'auteur), Mariannenpresse, Berlin, 1985,  (ISBN 3-922510-28-0).
- Schlangen, (légendes) (avec Hans-Ulrich Müller-Schwefe), Suhrkamp, Frankfurt am Main, 1986,  (ISBN 3-518-03014-0).
- Heimkehr, in: Drucksache, 2, hrsg. vom Berliner Ensemble, 1993,  (ISBN 3-923854-78-1).
- Droge Faust Parsifal (essai). Suhrkamp Verlag, Frankfurt am Main, 1997,  (ISBN 3-518-40862-3).
- Zigaretten, Suhrkamp Verlag, Frankfurt am Main, 1998,  (ISBN 3-518-12064-6).
- Mooskammer, Suhrkamp Verlag, Frankfurt am Main, 2003,  (ISBN 3-518-12356-4).
- Ich habe kein Deutschland gefunden, Histoires et photographies sur le mur de Berlin, Elfenbein Verlag, Berlin 2011,  (ISBN 978-3-941184-09-1).
- Susan Todd, Hans-Ulrich Müller-Schwefe (Hrsg.), Briefwechsel Gertrud Schleef / Einar Schleef,
  - Band 1: Briefwechsel 1963–1976, Theater der Zeit, Berlin, 2009,  (ISBN 978-3-940737-32-8).
  - Band 2: Briefwechsel 1977–1990, Theater der Zeit, Berlin, 2011,  (ISBN 978-3-942449-02-1).
- Und der Himmel so blau (livre de lecture), compilé par Hans-Ulrich Müller-Schwefe, avec une postface de Etel Adnan, Elfenbein Verlag, Berlin, 2018,  (ISBN 978-3-96160-004-5).

### Pièces de théâtre
- Berlin ein Meer des Friedens, 1973–1974, Suhrkamp Theater & Medien, première mondiale le 4 novembre 1983 au Zimmertheater Heidelberg, mise en scène de Sigrid Wiegenstein, scénographie de Anna Viebrock
- Der Fischer und seine Frau, henschel SCHAUSPIEL Theaterverlag, Berlin, première mondiale le 14 avril 1976, Staatliches Puppentheater Dresden, mise en scène de Einar Schleef
- Die Party (d'après August Strindberg), 1977, in: Theater der Zeit, 1/2004, Berlin 2004, p. 62 ff., première mondiale le 4 février 2005, Theater der Stadt Heidelberg, mise en scène de Davud Bouchehri
- Lucretia Borgia, édition de la pièce de Victor Hugo, en allemand par Georg Büchner, in: Theater der Zeit, 1/2005, Berlin, 2005, p. 59 ff, première mondiale le 10 novembre 1978, Tramdepot Tiefenbrunnen, Zürich, mise en scène de Einar Schleef
- Wezel Suhrkamp Verlag, Frankfurt am Main, 1983,  (ISBN 3-518-04501-6), première mondiale le 7 octobre 1995, Theater Nordhausen, mise en scène de Peter Staatsmann
- Das lustigste Land henschel SCHAUSPIEL Theaterverlag Berlin, première mondiale le 3 février 1984, Landesbühne Wilhelmshaven, mise en scène de Georg Immelmann
- Mütter (avec Hans-Ulrich Müller-Schwefe), Suhrkamp Theater & Medien, première le 23 février 1986, Schauspiel Frankfurt, mise en scène de Einar Schleef
- Die Schauspieler, Suhrkamp Verlag, Frankfurt am Main, 1986,  (ISBN 3-518-03067-1), première mondiale le 12 mars 1988, Schauspiel Frankfurt, mise en scène de Einar Schleef
- Gertrud, ein Totenfest, monologue pour chœur de femmes, in: Theater der Zeit, 10/2002, p. 55 ff, première le 18 octobre 2003, Théâtre de Düsseldorf, mise en scène de Thomas Bischoff
- Totentrompeten 1–4, pièces et matériel, Suhrkamp Verlag, Frankfurt am Main, 2002,  (ISBN 3-518-13430-2), premières : pièces 1 à 3 en 1995, 1997 et 2000 au Mecklenburgischen Staatstheater Schwerin, mise en scène de Ernst M. Binder, pièce 4 aux Ruhrfestspielen (fêtes de la Ruhr) Recklinghausen en 2011, mise en scène de Ernst M. Binder
- Salome (d'après Oscar Wilde), Suhrkamp Theater & Medien, première le 21 juin 1997, Théâtre de Düsseldorf, mise en scène de Einar Schleef
- Wilder Sommer, Suhrkamp Theater & Medien, première mondiale le 2 janvier 1999, Burgtheater Wien, mise en scène de Einar Schleef
- Nietzsche Trilogie, Suhrkamp Verlag, Frankfurt am Main, 2003,  (ISBN 3-518-13432-9), première mondiale le 24 avril 2002, Volksbühne Berlin, mise en scène de Thomas Bischoff
- Lange Nacht, Suhrkamp Theater & Medien

### Catalogues d'exposition
- Einar Schleef, Republikflucht, Waffenstillstand. Heimkehr, Hrsg. von den Sektionen/Wissenschaftlichen Abteilungen Darstellende Kunst und Bildende Kunst, Akademie der Künste Berlin, Berlin, 1992,  (ISBN 3-87024-221-3).
- Carsten Ahrens, Einar Schleef: Schwarz Rot Gold/Glaube Liebe Hoffnung, Material, Text, Fotografie, Film, Theater, Kestnergesellschaft, Hannover, 2002
- Carsten Ahrens, Hans-Jürgen Syberberg, Einar Schleef: Deutsche Szenen, avec un hommage cinématographique pour Schleef de Hans-Jürgen Syberberg, Stiftung Schloss Neuhardenberg, Hannover, 2002.
- Harald Müller, Wolfgang Behrens, Einar Schleef: Kontaktbögen, Fotografie 1965–2001, Verlag Theater der Zeit, Berlin, 2006,  (ISBN 3-934344-58-5).
- Michael Freitag, Katja Schneider (Hrsg.), Einar Schleef, Der Maler, Stiftung Moritzburg Halle, Erschienen zur Ausstellung im ehemaligen Karstadt-Gebäude Halle, 26 avril au 20 juillet 2008, Dumont Verlag, Köln, 2008,  (ISBN 978-3-8321-9089-7).
- Michael Freitag, Katja Schneider (Hrsg.), Bildernachlass: Einar Schleef, anlässlich der Ausstellung Einar Schleef, Ich Bin ein Anderer in Mir. Lebensorte, 23 octobre 2011 au 15 janvier 2012, Stiftung Moritzburg/ Halle (Saale), Stiftung Moritzburg/ Halle (Saale),  (ISBN 978-3-86105-054-4).
- Marko Kloß, Einar-Schleef-Arbeitskreis Sangerhausen e. V. (Hrsg.), Einar Schleef, Theaterplakate, Documentation de l'exposition du même nom du 5 octobre 2011 au 31 mars 2012, Leipzig, 2012,  (ISBN 978-3-00-036169-2).
- Kathleen Krenzlin (Hrsg.), Einar Schleef, Kontainer Berlin, Verlag Theater der Zeit, Berlin, 2014,  (ISBN 978-3-943881-68-4).

## Récompenses et distinctions
- 1981 : Prix de littérature de la Fondation Jürgen Ponto
- 1981 : Prix du livre pour enfants et adolescents Oldenburg (pour Arthur)[6]
- 1982 : Prix de la Fédération des Industriels au Concours Ingeborg Bachmann
- 1982 : Remise du Prix Andreas Gryphius[7]
- 1986 : Prix de la critique allemande
- 1987 : Prix Karl Hofer de l'Université des Arts de Berlin
- 1989 : Prix Alfred Döblin
- 1990 : Prix Fritz Kortner (avec B.K. Tragelehn)
- 1995 : Mülheimer Dramatikerpreis
- 1998 : Prix de littérature de la Ville de Brême
- 1998 : Prix 3sat au Theatertreffen de Berlin
- 1998 : Médaille Kainz de la Ville de Vienne